# Ranko Matasović
Ranko Matasović (Zagreb, 14. svibnja 1968.) hrvatski je jezikoslovac, indoeuropeist i keltist.

## Životopis

### Mladost i obrazovanje
Osnovnu školu i matematičku gimnaziju (MIOC) završio je u Zagrebu. Na Filozofskome fakultetu Sveučilišta u Zagrebu studirao je opću lingvistiku i filozofiju. Magistrirao je 1992., a doktorirao 1995. s tezom o rekonstrukciji teksta u indoeuropeistici kod Radoslava Katičića (A Theory of Textual Reconstruction in Indo-European Linguistics).

### Znanstveni rad
Stručno se usavršavao na sveučilištima u Beču (1993.) i Oxfordu (1995.). Bio je stipendist Fulbrightove zaklade za postdoktorski studij na Sveučilištu Wisconsin–Madison za 1997./1998. godinu, a koristio je i stipendiju zaklade Alexander von Humboldt za 2002./2003. na Sveučilištu u Bonnu.
Predstojnik je Katedre za poredbenu indoeuropsku lingvistiku na Odsjeku za lingvistiku Filozofskoga fakulteta u Zagrebu, gdje kao redoviti profesor predaje kolegije iz poredbene gramatike indoeuropskih jezika, keltistike i jezične tipologije.
Bavi se pitanjima poredbene gramatike indoeuropskih jezika (osobito keltskih i baltoslavenskih), jezičnom tipologijom i sintaksom, te latinskom, keltskom i hetitskom filologijom. Sudjeluje u projektu izrade indoeuropskoga etimološkoga rječnika Sveučilišta u Leidenu.
Dobitnik je nagrade HAZU za 2002. za trajan doprinos znanosti na području filologije. Član je Europske akademije znanosti (Academia Europaea, London) od 2022. Godine 2007. postao je član suradnik HAZU-a, a od 2012. redovitim je članom.

## Privatni život
Nećak je kroatista Dalibora Brozovića i povjesničarke Nevenke Košutić Brozović i bratić Dunje Brozović-Rončević. Oženjen je i ima tri sina.

## Djela
Najznačajnija Matasovićeva djela jesu:
- Harfa sa sjevera. Iz irske književnosti (Antibarbarus, Zagreb, 1995.) ISBN 953-6160-25-0
- Teorija rekonstrukcije teksta u indoeuropskoj lingvistici (A Theory of Textual Reconstruction in Indo-European Linguistics, Frankfurt a/M & New York, 1996.) ISBN 363-149-751-2
- Kratka poredbenopovijesna gramatika latinskoga jezika (Matica hrvatska, Zagreb, 1997.) ISBN 953-150-105-X
- Kultura i književnost Hetita (Matica hrvatska, Zagreb, 2000.) ISBN 954-150-548-9 nevaljani ISBN
- Uvod u poredbenu lingvistiku (Matica hrvatska, Zagreb, 2001.) ISBN 953-150-612-4
- Kamen kraljeva: srednjovjekovne irske sage (Ex Libris, Zagreb, 2004.) ISBN 953-6310-35-X
- Rod u indoeuropskome (Gender in Indo-European, Universitätsverlag Winter, Heidelberg, 2004.) ISBN 382-531-666-1
- Jezična raznolikost svijeta (Algoritam, Zagreb 2005.) ISBN 953-220-355-9
- Poredbeno povijesna gramatika hrvatskoga jezika (Matica hrvatska, Zagreb, 2008.) ISBN 978-953-150-840-7[5]
- Etimološki rječnik prakeltskoga (Etymological Dictionary of Proto-Celtic, Brill, Leiden i Boston, 2009.) ISBN 978-90-04-17336-1
- Slavenska imenska tvorba riječi (Slavic Nominal Word-Formation. Proto-Indo-European Origins and Historical Development, Universitätsverlag Winter, Heidelberg, 2014.) ISBN 978-3-8253-6335-2

- Arealna tipologija sustava sročnosti (An Areal Typology of Agreement Systems, Cambridge University Press, Cambridge, 2018.)  ISBN 9781108420976

- Neprobuđeni. Roman (Ibis grafika, Zagreb, 2022.) ISBN 978-953-363-099-1

Objavio je i dvjestotinjak znanstvenih radova u Hrvatskoj i u inozemstvu, te brojne prijevode sa staroirskoga, srednjovelškoga, hetitskoga, engleskoga, ruskoga, kabardinskoga i drugih jezika.

## Nagrade
- 2002.: Nagrada HAZU, za trajan doprinos znanosti na području filologije
- 2019.: Nagrada "Bulcsú László"[6]

## Vanjske poveznice
Mrežna mjesta
- Ranko Matasović, osobno mrežno mjesto
- Ranko Matasović, Što je srednjojužnoslavenski?, Jezik 3/2011., Hrčak
- Razgovor: Ranko Matasović, lingvist. Srpsko-hrvatski nikada nije ostvaren, jer nije postojao.  Arhivirana inačica izvorne stranice od 23. ožujka 2012. (Wayback Machine) Razgovarala Laura Mihaljević. Vijenac, br. 383., 6. studenoga 2008.
- Ranko Matasović, Glavni bi arbitri o jeziku trebali biti pisci, www.mvinfo.hr, 13. veljače 2006.